# District de Yingjiang
Pour les articles homonymes, voir Yingjiang.
Le district de Yingjiang (迎江区 ; pinyin : Yíngjiāng Qū) est une subdivision administrative de la province de l'Anhui en Chine. Il est placé sous la juridiction de la ville-préfecture d'Anqing.